# Taiichi Ōno
Taiichi Ōno (jap. 大野 耐一 Ōno Taiichi; ur. 29 lutego 1912 w Dalianie, zm. 28 maja 1990 w Toyocie) − japoński inżynier, menedżer, twórca Systemu Produkcyjnego Toyoty (TPS).

## Życiorys
Taiichi Ōno urodził się w 1912 w Dalianie, gdzie jego ojciec pracował dla Kolei Mandżurskich. Pod koniec I wojny światowej rodzina Ōno przeprowadziła się do Japonii.
W 1932 ukończył politechnikę w Nagoi. W tym samym roku rozpoczął pracę w należącej do rodziny Toyoda firmie Toyoda Bōshoku produkującej maszyny dla przemysłu włókienniczego. Po sprzedaży tego przedsiębiorstwa brytyjskiej spółce Platt Brothers, rodzina Toyoda zainwestowała środki uzyskane z tej transakcji w dalsze rozwijanie produkcji samochodów. W 1937 została ona skoncentrowana w nowo utworzonej spółce Toyota Motor Company.
Taiichi Ōno podjął pracę w Toyocie w 1943. W 1954 awansował na stanowisko dyrektora, w 1970 dyrektora wykonawczego, a w 1975 − wiceprezesa firmy.
Od połowy lat 40. zaczął wdrażać nowe narzędzia i zasady organizacji pracy, które później zostały nazwane Systemem Produkcyjnym Toyoty. W 1948 rozpoczął wprowadzanie systemu ssącego (ang. pull system), zainspirowany rozwiązaniami stosowanymi w amerykańskim przemyśle lotniczym w czasie II wojny światowej oraz w amerykańskich supermarketach. W 1960 wdrożył w nowym zakładzie Toyota Motomachi system kanban, nad którym pracował od lat 50. Umożliwiło to prowadzenie produkcji opartej na zasadzie just in time (JIT). W 1962 nowy system Ōno został wprowadzony we wszystkich fabrykach Toyoty, a od 1965 zaczął być on również wdrażany u kooperantów japońskiego koncernu.
W 1966 fabryka Kamigo stała się pierwszym zakładem produkcyjnym Toyoty, w którym Ōno wprowadził jidokę (autonomizację) na całej linii produkcyjnej.
W 1978 w wydanej w języku japońskim książce poświęconej Systemowi Produkcyjnemu Toyoty Ōno przedstawił po raz pierwszy klasyfikację mudy, czyli marnotrawstwa (strat) występującego w firmie produkcyjnej.
W 1978 odszedł z Toyoty i objął stanowisko prezesa jednej ze spółek-córek i zarazem dostawcy koncernu, Toyota Gosei.
Zmarł 28 maja 1990 w japońskim mieście Toyota.

## Publikacje w języku angielskim
- Taiichi Ohno: Toyota Production System: Beyond Large-Scale Production. Cambridge: Productivity Press, 1988. ISBN 0-915299-14-3. Brak numerów stron w książce (wydanie japońskie: 1978, wydanie polskie: 2008)
- Taiichi Ohno: Workplace management. Cambridge: Productivity Press, 1988. ISBN 0-915299-19-4. Brak numerów stron w książce (wydanie japońskie: 1982)
- Taiichi Ohno, Setsuo Mito: Just-In-Time for Today and Tomorrow. Cambridge: Productivity Press, 1988. ISBN 0-915299-20-8. Brak numerów stron w książce (wydanie japońskie: 1986)

## Krąg Ohno
- Taiichi Ōno był zwolennikiem bezpośredniej, głębokiej obserwacji oraz analizy procesów w miejscu wykonywania pracy (jap. gemba). Jedną ze stosowanych przez niego metod szkoleniowych było stawianie pracownika, często na kilka godzin, w kręgu narysowanym na podłodze hali produkcyjnej. Dzięki temu pracownik nabierał świadomości gemba – uczył się procesów i gromadził spostrzeżenia na temat potencjalnych usprawnień[7]. Ćwiczenie to nazywane jest w literaturze zarządzania kręgiem Ohno[8].